# 입술에서부터 로맨티카/That's Right
〈입술에서부터 로맨티카/That's Right〉(일본어: 唇からロマンチカ/That's ライト 쿠치비루카라로만치카/잣츠라이토[*])는 일본의 음악 그룹 AAA의 열네 번째 싱글이다. 2007년 5월 16일에 에이벡스 트랙스에서 발매됐다.

## 개요
- ‘CD ONLY’ ‘CD+DVD A’(〈입술에서부터 로맨티카〉의 PV를 수록) ‘CD+DVD B’(〈That's Right〉의 PV를 수록)의 세 종류로 발매됐다. 자켓 등의 사양은 세 종류 모두 다르지만, 수록곡은 같다. ‘CD ONLY’는 초회반에만 24페이지 포토 부클릿이 들어있다.
- 양면 A사이드 싱글로는 〈솔 에지 보이/기모노 제트 걸〉, 〈Black&White〉, 〈Get 추!/SHE의 사실〉에 이어서 네 번째이다.
- ‘CD+DVD A’의 자켓 사진에 있는 입술은 남성 · 여성 멤버에 관계없이 전원이 빨간 루즈를 바르며 시행착오한 결과, 니시지마 타카히로가 모델이 된 것이다.
- 8명의 멤버로 발매한 마지막 싱글이다.

## 수록 내용

### CD+DVD A
CD
1. 입술에서부터 로맨티카(唇からロマンチカ)
  - 작사: 이노우에 아키오 / 작곡: BULGE

TV 드라마 《맛있는 학원》(TV 도쿄 계열) 주제가.
2. That's Right
  - 작사: 마츠이 고로 / 작곡: 이시다 쇼

TV 드라마 《맛있는 학원》(TV 도쿄 계열) 삽입곡.
3. Let it beat! (Aurum vs. Ovrar mix)
4. 입술에서부터 로맨티카 (Instrumental)
5. That's Right (Instrumental)

DVD
1. 입술에서부터 로맨티카 (Music Clip)

### CD+DVD B
CD
1. 입술에서부터 로맨티카
2. That's Right
3. Let it beat! (Aurum vs. Ovrar mix)
4. 입술에서부터 로맨티카 (Instrumental)
5. That's Right (Instrumental)

DVD
1. That's Right (Music Clip)

### CD ONLY
1. 입술에서부터 로맨티카
2. That's Right
3. Let it beat! (Aurum vs. Ovrar mix)
4. 입술에서부터 로맨티카 (Instrumental)
5. That's Right (Instrumental)